# كريستين ديفين
كريستين ديفين (بالإنجليزية: Christine Devine)‏ هي صحفية أمريكية، ولدت في 2 نوفمبر 1965 في هامبورغ في الولايات المتحدة.

## وصلات خارجية
- الموقع الرسمي
- كريستين ديفين على موقع IMDb (الإنجليزية)